# Vuelta a España 1960
Die 15. Vuelta a España war ein Radrennen, das vom 29. April bis zum 15. Mai 1960 ausgetragen wurde. Das Etappenrennen bestand aus 18 Abschnitten mit einer Gesamtlänge von 3566 Kilometern. Sieger wurde der Belgier Frans De Mulder. Die Punktewertung sicherte sich mit Arthur De Cabooter ebenfalls ein Belgier. Die Bergwertung gewann der in der Gesamtwertung Viertplatzierte Spanier Antonio Karmany. Die Mannschaftswertung gewann das Team Groene Leeuw, ebenfalls aus Belgien und darüber hinaus holte sich der Spanier Vicente Iturat zum dritten Mal in Folge die Meta Volantes-Wertung.

## Etappen
| Etappen     | Start – Ziel                             | km       | Etappensieger           | Gesamterster        |
| ----------- | ---------------------------------------- | -------- | ----------------------- | ------------------- |
| 1. Etappe   | Gijón – Gijón                            | 8 (MZF)  | Faema                   | Gabriel Mas         |
| 2. Etappe   | Gijón – A Coruña                         | 235      | Felipe Alberdi          | Felipe Alberdi      |
| 3. Etappe   | A Coruña – Vigo                          | 187      | Antón Barrutia          | Antón Barrutia      |
| 4. Etappe   | Vigo – Ourense                           | 105      | Frans De Mulder         | Antón Barrutia      |
| 5. Etappe   | Ourense – Zamora                         | 287      | Antonio Gómez del Moral | Jesús Galdeano      |
| 6. Etappe   | Zamora – Madrid                          | 250      | Nino Assirelli          | Fernando Manzaneque |
| 7. Etappe   | Madrid – Madrid                          | 209      | Frans De Mulder         | Fernando Manzaneque |
| 8. Etappe   | Guadalajara – Saragossa                  | 264      | Arthur De Cabooter      | Fernando Manzaneque |
| 9. Etappe   | Saragossa – Barcelona                    | 269      | Salvador Botella        | Frans De Mulder     |
| 10. Etappe  | Barcelona – Barbastro                    | 240      | Alphonse Sweeck         | Armand Desmet       |
| 11. Etappe  | Barbastro – Pamplona                     | 267      | Vicente Iturat          | Armand Desmet       |
| 12. Etappe  | Pamplona – Logroño                       | 179      | Jesús Galdeano          | Armand Desmet       |
| 13. Etappe  | Logroño – Donostia-San Sebastián         | 211      | Federico Bahamontes     | Armand Desmet       |
| 14. Etappe  | Donostia-San Sebastián – Vitoria-Gasteiz | 263      | Antonio Suárez          | Armand Desmet       |
| 15. Etappe  | Vitoria-Gasteiz – Santander              | 232      | Arthur De Cabooter      | Armand Desmet       |
| 16. Etappe  | Santander – Bilbao                       | 192      | Frans De Mulder         | Frans De Mulder     |
| 17a. Etappe | Bilbao – Gernika                         | 116      | Frans De Mulder         | Frans De Mulder     |
| 17b. Etappe | Gernika – Bilbao                         | 53 (EZF) | Antonio Karmany         | Frans De Mulder     |

## Endstände
| Sieger                | Frans De Mulder     | 103:05:57 h |
| Zweiter               | Armand Desmet       | + 15:21 min |
| Dritter               | Miguel Pacheco      | + 19:24 min |
| Vierter               | Antonio Karmany     | + 22:03 min |
| Fünfter               | Juan Campillo       | + 29:50 min |
| Sechster              | Fernando Manzaneque | + 31:58 min |
| Siebter               | Salvador Botella    | + 32:58 min |
| Achter                | Benigno Azpuru      | + 35:08 min |
| Neunter               | Jesús Loroño        | + 38:11 min |
| Zehnter               | Arthur De Cabooter  | + 44:42 min |
| Punktewertung         | Arthur De Cabooter  | 189 P.      |
| Zweiter               | Juan Campillo       | 214 P.      |
| Dritter               | Frans De Mulder     | 239 P.      |
| Bergwertung           | Antonio Karmany     | 65 P.       |
| Zweiter               | Antonio Suárez      | 55 P.       |
| Dritter               | Frans De Mulder     | 44 P.       |
| Meta Volantes-Wertung | Vicente Iturat      | 19 P.       |
| Teamwertung           | Groene Leeuw        | 310:18:00 h |